# V. Iván orosz cár
V. Iván (oroszul: Иван V, teljes neve Ivan Alekszejevics Romanov Иван Алексеевич Романов; Moszkva, 1666. augusztus 27./szeptember 6. – Moszkva, 1696. január 29./február 8.) Oroszország társuralkodó cárja 1682-től egészen haláláig.

## Élete
V. Iván 1666-ban született I. Alekszej orosz cár és első felesége, Marija Iljinyicsna Miloszlavszkaja tizenegyedik gyermekeként. Édesanyja Iván születése után három évvel, 1669-ben meghalt, és I. Alekszej cár pedig újból megnősült. Az új cárné, Natalja Kirillovna Nariskina az egyik legősibb és leghatalmasabb orosz nemesi családból, a Nariskinok közül származott; míg Iván édesanyjának ősei a Nariskinok vetélytársai, a Miloszlavszkijok voltak.
1682-ben meghalt Iván édestestvére, III. Fjodor cár, és hatalmi harcok robbantak ki Oroszországban. Iván gyenge, beszédhibás, majdnem teljesen vak volt, skorbutos volt, ráadásul élete  utolsó éveiben lebénult, így alkalmatlannak tűnt az uralkodásra. A Nariskin család féltestvérét, Pétert szánta a trónra, ezért Iván nővére, Szofja nagyhercegnő és a Miloszlavszkij család a sztreleceket lázadásra bujtotta. 1682. június 2-án (a régi naptár szerint május 23-án) Ivánt követelték uralkodójuknak. Három nap múlva a bojár duma társuralkodókká választotta a két fiút: Iván lett az első számú cár, Péter a második.
1682. július 5-én (a régi naptár szerint június 25-én), Moszkvában Ivánt és Pétert társuralkodókká koronázták, nővérüket, Szofját pedig régensnek jelölték ki. Erre az alkalomra készült a híres Monomah-süveg: mivel két cárt koronáztak meg egyszerre, új koronázási ékszerekre volt szükség.
Uralkodása alatt Oroszország 1686-ban csatlakozott a törökök ellen szerveződött Szent Ligához. Segítséget ígértek I. Lipót német-római császárnak a török kiűzéséhez Magyarországról. Az orosz seregeket a Krími Tatár Kánság ellen küldték, de a vállalkozás kudarcot vallott. További két orosz hadjárat sem járt sikerrel, ezért 1689-ben egy időre feladták a török háborút.
Iván egész uralkodása Szofja, illetve később Péter árnyékában telt el. Bár elvileg ő volt az idősebb fiú, így ő számított a két cár közül a fontosabbnak, uralkodása első éveiben Szofja ragadta magához a hatalmat. Később, ahogy Péter egyre idősebb lett, Szofja és Iván is mindinkább háttérbe szorult (a Nariskinok 1689-ben szorították ki Szofját, Iván azonban kibékült Péterrel). Iván - bár hivatalosan élete végéig megtarthatta pozícióját, az államügyek intézésében sosem vett részt. Ideje nagy részét imádkozással, böjtöléssel töltötte (gyakran vett részt zarándoklatokon), másrészt feleségével, Praszkovja Fjodorovna Szaltikovával, akivel 1684. január 19-én kötött házasságot. Kapcsolatukból öt leány született:
- Marija Ivanovna (1689. március 24. – 1692. február 14.)
- Feodoszija Ivanovna (1690. június 4. – 1691. május 12.)
- Jekatyerina Ivanovna (1691. október 29. – 1733. június 14.), Károly Lipót mecklenburg–schwerini herceg felesége
- Anna Ivanova (1693. január 28. – 1740. október 17.), később Oroszország cárnője
- Praszkovja Ivanovna (1694. szeptember 24. – 1731. október 8.).

V. Iván cár huszonkilenc éves korában, 1696. február 8-án (a régi naptár szerint január 29-én) halt meg. Öccse, Péter egyeduralkodóként  követte az orosz trónon, I. Nagy Péterként.